# X-メン:プライド・オブ・ザ・エックスメン
X-メン:プライド・オブ・ザ・エックスメン（X-MEN Pryde of The X-Men、もしくはPryde of The X-Men）は、マーベル・コミックのX-メンをベースに1989年にパイロット版として製作されたアメリカ合衆国のテレビアニメ。1989年9月16日に番組販売の放送枠マーベル・アクション・ユニバースで放送された。しかし、それ以降の放送が無いまま、ビデオで公開される形となった。日本では公開されていない。1992年にはコナミからアーケード・ゲーム「X-MEN」が登場した。

## 概要
このタイトルは、X-MENではあまり登場しなかったキティ・プライドの名前をもじったものである。しかし、このシリーズでキティは登場することはなかった。マーベル・プロダクションは、1992年のX-MENの開発を一からやり直した。このパイロットへの資金提供は当初、『ロボコップ』の第13話に向けられていた。マーベル・プロダクションはこれを利用して、東映アニメーションにアニメーションの下儲けをさせた。パイロット版そのものは、『Uncanny X-Men』の129号～139号の影響が強い。
このパイロット版が届けられた直後、マーベルは金銭トラブルを抱え始め（1986年にケイデンス・インダストリーズからマーベル・エンターテインメント・グループ（略称 - MEG）を買収したニュー・ワールド・ピクチャーズは、1989年1月にMEGをアンドリュース・グループに売却）、『マペット・ベイビーズ』（日本未公開）を残して全番組に向けたプロジェクトの制作を中止している。
『The New Fantastic Four』（1978年、日本未公開）に始まり、『Spider-Woman』（1979年、日本未公開）、『Spider-Man』（1981年、日本未公開）、『スパイダーマン&アメイジング・フレンズ』（1981年）、『超人ハルク』（1982年）と続いたデパティエ・フレレング・エンタープライズが製作したマーベル・アニメーションの世界は、このパイロット版で幕を閉じた。X-MENも以前、『スパイダーマン&アメイジング・フレンズ』のいくつかのエピソードでゲスト出演していたが、本作との関係性はない。

## キャラクター
サイクロプス
声 - マイケル・ベル
ストーム
声 - アンディ・チャップマン
ウルヴァリン
声 - パトリック・ピニー
プロフェッサーX
声 - ジョン・スティーブンソン
キティ・プライド
声 - カス・スージー
マグニートー
声 - アール・ボーエン
ジャガーノート
声 - ロナルド・ガンス
ナイトクローラー
声 - ニール・ロス
ブロブ
声 - アラン・オッペンハイマー
チャフィー大佐
声 - アラン・オッペンハイマー
ダズラー
声 - アレクサンドラ・ストッダート
パイロ
声 - パット・フレイリー
コロッサス
声 - ダン・ギルヴェザン
ホワイトクイーン
声 - スーザン・サイロ
ロッキード
フランク・ウェルカー

## スタッフ
- ナレーション - スタン・リー
- 脚本 - ラリー・パー
- プロデューサー - ウィル・ムニョット
- アニメーション・ディレクター - レイ・リー
- 声優監督 - ステュー・ローゼン
- 製作総指揮 - マーガレット・ローシュ&リー・ガンサー
- 作曲 - ロバート・J・ウォルシュ

## テレビゲーム
1992年、コナミからX-MENのアーケード・ゲームが発売された。ゲームの内容は本作に基づいている。このゲームでは最大6人までがプレイヤーになることができ、サイクロプス、コロッサス、ウルヴァリン、ストーム、ナイトクローラー、ダズラーという6人のX-MENを選択できる。